# Eukrohnia fowleri
Eukrohnia fowleri är en djurart som tillhör fylumet pilmaskar, och som beskrevs av Ritter-Zahony 1909. Eukrohnia fowleri ingår i släktet Eukrohnia och familjen Eukrohniidae. Arten har ej påträffats i Sverige. Inga underarter finns listade i Catalogue of Life.